# Kanakas
I Kanakas erano abitanti delle isole dell'Oceano Pacifico impiegati per lavorare in condizioni di semischiavitù in varie colonie dell'Impero britannico, come ad esempio le Figi, il Queensland (Australia) e la Columbia Britannica (Canada), ma anche in California, nel periodo fra il XIX secolo ed il XX secolo.

## Oceania
In Oceania, il termine Kanaka è usato piuttosto raramente, in quanto considerato obsoleto ed inappropriato; inoltre, anche ai tempi dell'uso di lavoratori provenienti dalle isole del Pacifico, si preferiva parlare di "South Sea Islanders", termine che viene ancora oggi utilizzato dai kanakas per parlare di sé stessi.
Spesso si pensa alla presenza di polinesiani in Australia come frutto di scorrerie e rapimenti nelle isole del Pacifico ai fini di procurarsi manodopera gratuita (pratica diffusa ai tempi col nome di "blackbirding"); tuttavia, questa credenza (almeno per l'Australia) si è rivelata errata, in quanto in questo paese i kanakas venivano quasi sempre assunti come lavoratori a tempo determinato.
Molti dei kanakas, una volta raggiunto il termine del contratto, venivano rispediti nel loro paese (come previsto dal Pacific Islanders Act del 1901); tuttavia, alcuni scelsero di restare in Australia.

## Canada
In Canada, la stragrande maggioranza dei kanakas erano di origine hawaiiana, giunti sul posto con navi della compagnia della Baia di Hudson od emigrando dalla California; molti degli uomini kanakas sposarono donne indiane, ed i loro discendenti vivono a tutt'oggi in Columbia Britannica ed i territori vicini di Canada e Stati Uniti.